# Četnici: Borbena gerila
Četnici: Borbena gerila (eng. Chetniks! The Fighting Guerrillas) je američki igrani film snimljen 1943. pod redateljstvom Louisa Kinga. Napravljen je za vrijeme Drugog svjetskog rata u propagandne svrhe, odnosno trebao je američkoj i svjetskoj publici pokazati kako se u tadašnjoj regiji Jugoslavije protiv sila Osovine kao gerilci uspješno bore četnici na čelu s pukovnikom Dražom Mihailovićem (koga je tumačio Philip Dorn). Film je u američkim kinima doživio veliki uspjeh, ali je relativno brzo povučen iz distribucije nakon što su krajem 1943. Saveznici odlučili da će umjesto četnika podržavati partizane. U samoj Jugoslaviji je prvi put prikazan tek početkom 1980-ih u okviru filmske TV-emisije 3, 2, 1... Kreni.

## Uloge
- Philip Dorn kao general Draža Mihailović
- Anna Sten kao Ljubica Mihailović
- Shepperd Strudwick (pod imenom John Shepperd) kao por. Aleksa Petrović, Mihailovićev ađutant
- Martin Kosleck kao Wilhelm Brockner, pukovnik Gestapoa
- Virginia Gilmore kao Natalia, Brocknerova tajnica
- Felix Basch kao general von Bauer
- Frank Lackteen kao major Danilov
- LeRoy Mason kao kapetan Savo
- Patricia Prest kao Nada, Mihailovićeva kćer
- Merrill Rodin kao Mirko, Mihailovićev sin
- Lisa Golm (van špice)kao Frau Spitz, učiteljica
- John Banner (van Spice) kao Gestapov agent
- Gino Corrado kao talijanski poručnik
- Nestor Paiva kao talijanski major
- Richard Ryen kao radio-spiker

## Vanjske poveznice
- March 19, 1943 movie review of Chetniks! The Fighting Guerrillas, New York Times, Thomas M. Pryor
- Movie listing on the Complete Index to World Film Since 1895 database  Arhivirana inačica izvorne stranice od 26. kolovoza 2012. (Wayback Machine)
- Liberty magazine World War II cover, April 25, 1942, "Hitler's No.1 Headache" by Robert Low
- February 10, 1991 New York Times book review by David Binder, "A Coffin for Mihailovic"